# Bercaeopsis acadiana
Bercaeopsis acadiana är en tvåvingeart som först beskrevs av Henry Jonathan Reinhard 1947.  Bercaeopsis acadiana ingår i släktet Bercaeopsis och familjen köttflugor. Inga underarter finns listade i Catalogue of Life.